# Daniil Zatočnik
Daniil Zatočnik (fl. XIII secolo) è un personaggio leggendario russo a cui sono state attribuite le opere letterarie Slovo ("Sermone") e Molenie ("Supplica"), databili all'incirca all'inizio del Duecento.
Attraverso un testo stilisticamente molto elaborato e ricco di metafore, di aneddoti e di massime, tali opere criticano (tra le altre cose) il clero opulento e corrotto dell'epoca.